# Chandelier (Plastic Tree)
Chandelier (シャンデリア?, Shanderia) è il settimo album della rock band visual kei giapponese Plastic Tree. È stato pubblicato il 28 giugno 2006 dalla Universal Music Japan.
Esistono due edizioni dell'album: una normale con custodia jewel case, ed una speciale in edizione limitata con custodia jewel case, cover diversa e DVD extra.

## Tracce
Dopo il titolo è indicata fra parentesi "()" la grafia originale del titolo, eventuali note sono riportate dopo il punto e virgola ";".
1. Hate Red, Dip It (ヘイト･レッド、ディップ･イット?) - 4:32 (Tadashi Hasegawa)
2. Naizō mic (内臓マイク?) - 3:48 (Ryūtarō Arimura - Tadashi Hasegawa)
3. Namida drop (ナミダドロップ?) - 4:27 (Ryūtarō Arimura)
4. Ghost (Ghost?) - 4:53 (Akira Nakayama)
5. puppet talk (puppet talk?) - 5:09 (Akira Nakayama)
6. Namae no nai hana (名前のない花?) - 5:05 (Ryūtarō Arimura - Tadashi Hasegawa)
7. 37 °C (37 °C?) - 3:49 (Ryūtarō Arimura)
8. cage for rent (cage for rent?) - 5:13 (Akira Nakayama)
9. Sanbika (讃美歌?) - 5:05 (Ryūtarō Arimura)
10. Sentiment Machine (センチメントマシーン?) - 4:01 (Tadashi Hasegawa)
11. Kūchū buranko (空中ブランコ?) - 5:24 (Ryūtarō Arimura - Tadashi Hasegawa)
12. Last Waltz (ラストワルツ?) - 4:27 (Ryūtarō Arimura - Tadashi Hasegawa)
13. Rokugatsu no ame (Amefuri mix) (六月の雨(雨降りmix)?) - 6:30 (Ryūtarō Arimura - Akira Nakayama); bonus track presente solo nell'edizione normale dell'album

### DVD
1. Namida drop (ナミダドロップ?); videoclip
2. Contenuti speciali: studio delle cover per Chandelier
3. Contenuti speciali: backstage della lavorazione dell'album

## Singoli
- 11/05/2005 - Sanbika
- 12/10/2005 - Namae no nai hana
- 16/11/2005 - Ghost
- 14/12/2005 - Kūchū buranko
- 10/05/2006 - Namida drop

## Formazione
- Ryūtarō Arimura - voce e seconda chitarra
- Akira Nakayama - chitarra, cori, PC
- Tadashi Hasegawa - basso e cori
- Hiroshi Sasabuchi - batteria